# Răscoala
Răscoala é um filme de drama romeno de 1965 dirigido e escrito por Mircea Mureșan, Liviu Rebreanu e Petre Salcudeanu. Foi selecionado como representante da Romênia à edição do Oscar 1967, organizada pela Academia de Artes e Ciências Cinematográficas.

## Elenco
- Matei Alexandru
- Ion Besoiu
- Adriana Bogdan
- Emil Botta
- Ilarion Ciobanu
- Constantin Codrescu
- Ernest Maftei
- Stefan Mihailescu-Braila
- Amza Pellea
- Colea Rautu
- Nicolae Secareanu
- Sandu Sticlaru